# François De Coninck
François Pierre Louis Chrétien Marie Joseph Ghislain De Coninck (ur. 9 sierpnia 1902 w Brukseli, zm. ?) – belgijski wioślarz. Brązowy medalista olimpijski z Amsterdamu.
Zawody w 1928 były jego jedynymi igrzyskami olimpijskimi. Brązowy medal zdobył w dwójce ze sternikiem, a wspólnie z nim płynęli sternik Georges Anthony i Léon Flament.